# زانکت توماس، اتریش
زانکت توماس (به آلمانی: Sankt Thomas) یک منطقهٔ مسکونی در اتریش است که در ناحیه گرایسکیرچن واقع شده‌است. زانکت توماس ۶٫۱ کیلومتر مربع مساحت دارد.